# Margaret Murie

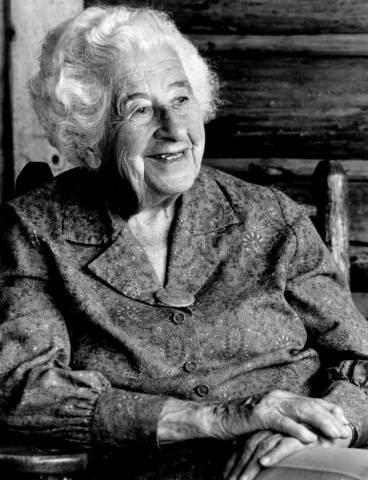
Mardy Murie

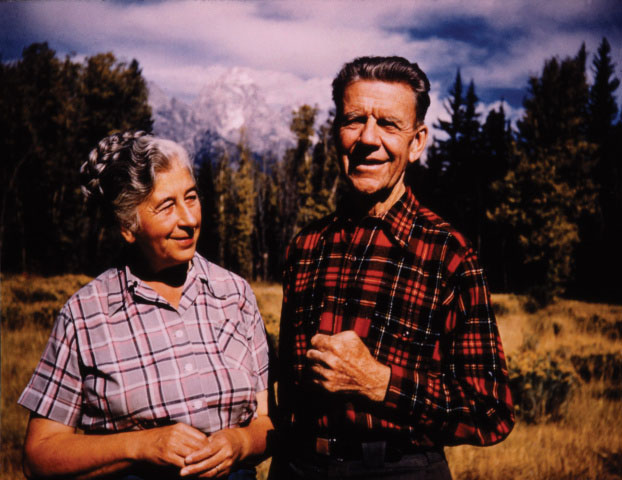
Mardy Murie (links) und Olaus Murie (rechts) bei ihrem Haus vor dem Grand Teton, 1953

 Margaret Murie  (* 18. August 1902 in Seattle, Washington (Bundesstaat), USA; † 19. Oktober 2003 in Moose (Wyoming), USA) war eine US-amerikanische Naturforscherin, Naturschützerin und Schriftstellerin. Sie erwarb 1924 als erste Frau ihren Abschluss an der University of Alaska Fairbanks.

## Leben und Werk
Murie zog im Alter von 9 Jahren mit ihrer Familie nach Fairbanks, Alaska, wo ihr Stiefvater zum stellvertretenden US-Anwalt ernannt worden war. Sie studierte zwei Jahre an dem Reed College, bevor sie für ein Jahr an das Simmons College in Boston wechselte. Anschließend studierte sie am Alaska Agricultural College and School of Mines (heute University of Alaska-Fairbanks), wo sie 1924 als erste Frau einen Abschluss in Betriebswirtschaftslehre erhielt.
Sie heiratete 1924 den Biologen Olaus Murie, der damals in Fairbanks für das US Bureau of Biological Survey arbeitete, den Vorläufer des United States Fish and Wildlife Service. Sie zog 1927 mit ihrem Ehemann nach Jackson Hole, Wyoming, wo er beauftragt worden war, Wapitihirschpopulationen in der Teton Range zu untersuchen. Das Paar zog seine drei Kinder Martin, Joanne und Donald in Jackson Hole auf und kaufte 1945 gemeinsam mit dem Halbbruder ihres Mannes eine Ranch in Moose.
1945 wurde ihr Mann zum Teilzeitdirektor der Wilderness Society und war von 1950 bis 1957 Präsident der Gesellschaft. Sie und ihr Mann schrieben Artikel und Briefe, hielten Vorträge und setzten sich für Gesetze zum Schutz der verbleibenden Wildnis Amerikas ein. 1956 führte das Paar eine Expedition nach Alaska durch und reiste entlang des oberen Sheenjek River an der Brookskette. Der Zweck der Reise bestand darin, Informationen über die Tierwelt der Region zu sammeln, um ihren Wert für den Bundesschutz zu bestimmen. Begleitet wurden sie auf der Expedition von einem deutsch-amerikanischen Zoologen George Schaller, der später zu einer Persönlichkeit im Naturschutz wurde. Ihr sorgfältiges Studium und ihre Beharrlichkeit bei der Förderung von Gesetzen führten 1960 zur Gründung der Arctic National Wildlife Range.
Muries Mann starb nur wenige Monate vor dem Inkraftsetzen des Wilderness Act im September 1964, für das sich Murie und ihr Mann eingesetzt hatten. Sie gründete 1967 die Teton Science Schools (TSS) und setzte sich weiterhin aktiv für den Schutz der Wildnis ein. 1975 wurde sie in eine Task Force berufen, deren Ziel es war, schutzbedürftige Gebiete in Alaska zu identifizieren. Sie setzte sich ein für den Alaska National Interest Lands Conservation Act, der 1980 in Kraft trat und den Schutz von mehr als 40.468.564 Hektar der Wildnis Alaskas sicherstellte. Als Teil der Gesetzgebung von 1980 wurde das 1960 reservierte arktische Verbreitungsgebiet erweitert und in Arctic National Wildlife Refuge umbenannt. Da Alaska jedoch beträchtliche Ölreserven unter seiner Oberfläche beherbergt, blieben Ölbohrungen, insbesondere in der Küstenebene des Refugiums, ein umstrittenes Thema.
Sie starb im Alter von 101 Jahren auf ihrer Ranch in Moose.

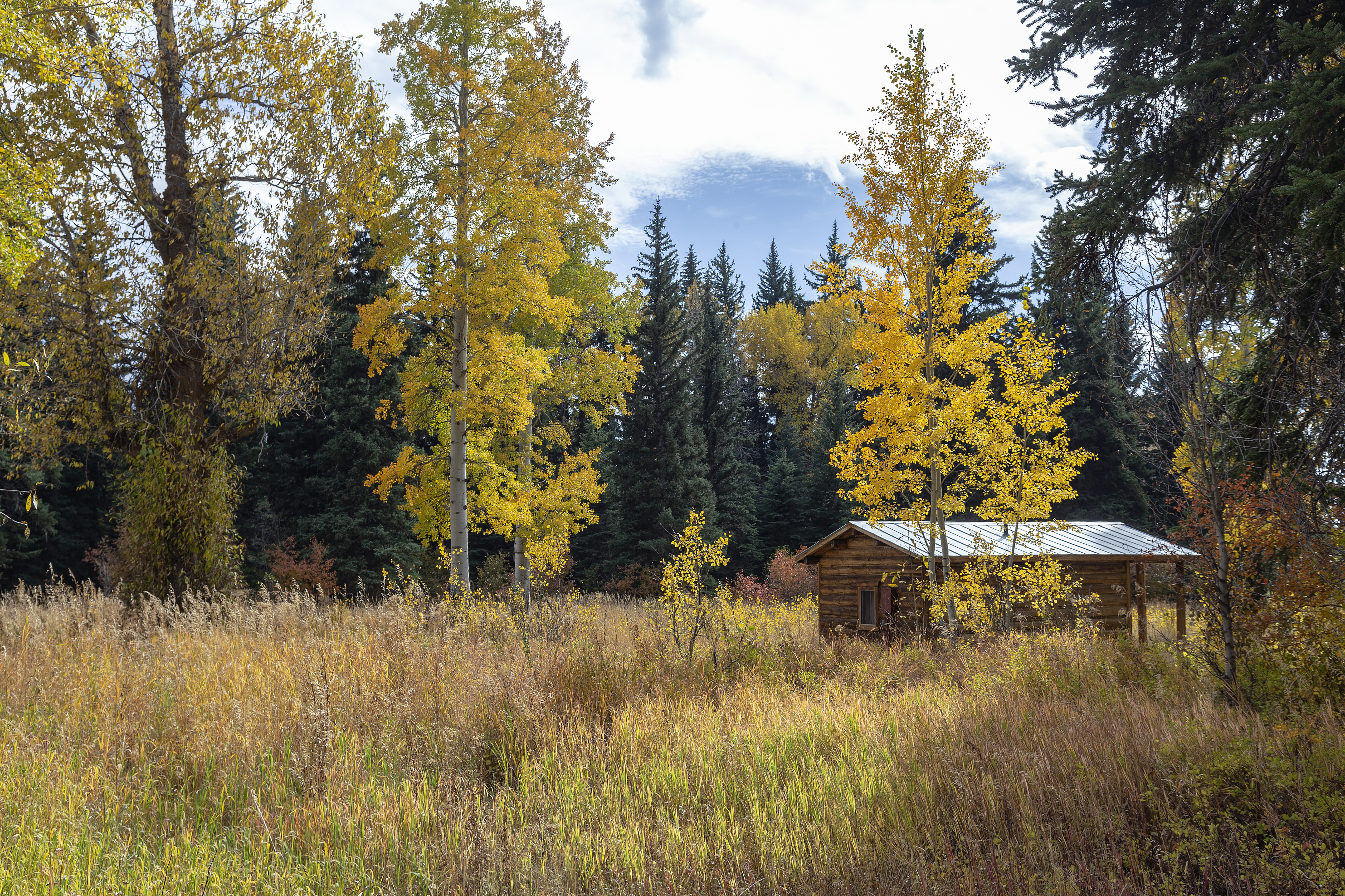
Murie Ranch im Grand Teton National Park, Moose, Wyoming, USA

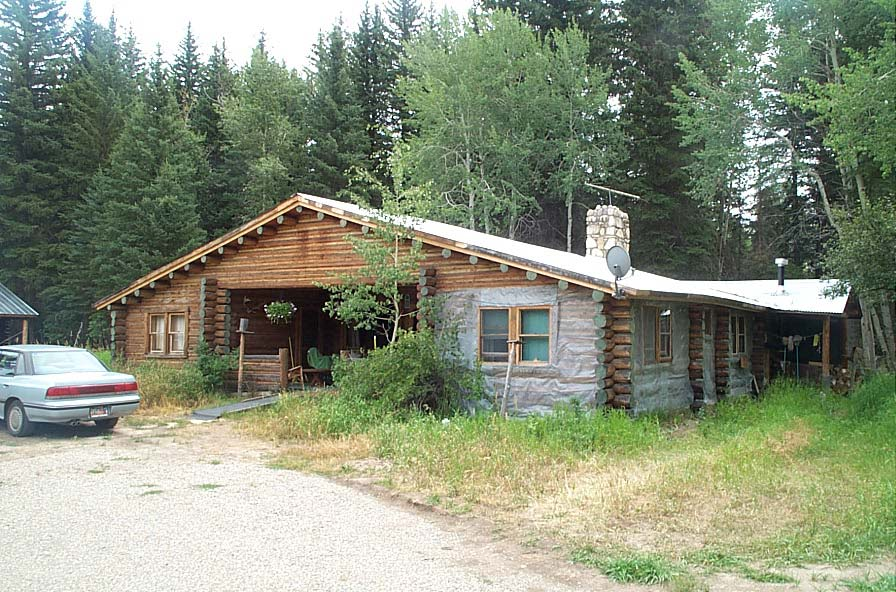
Murie Residence, Grand Teton National Park, 2018

Die Murie Ranch wurde 1997 zum National Historic District erklärt und ist heute der Hauptsitz des Murie Center, einem Naturschutz-Bildungszentrum. Im Jahr 2006 wurde die Murie Ranch zum National Historic Landmark ernannt, um an ihre nationale Bedeutung für die Geschichte der Vereinigten Staaten als Heimat der Familie Murie und ihres Erbes zu erinnern.

## Ehrungen
- 1921 wurde der Mount Margaret im Denali-Nationalpark nach ihr benannt.[4][5]
- 1980 erhielt sie die Audubon-Medaille, die ihr Mann 1959 erhalten hatte.
- 1983 John Muir Award
- 1986: Robert Marshall Conservation Award
- Ehrendoktorwürde von der University of Alaska
- 1998 wurde ihr für ihr lebenslanges Engagement für den Naturschutz vom US-Präsidenten Bill Clinton die Presidential Medal of Freedom verliehen.[6]
- 2002: J.N. Ding Darling Conservationist of the Year Award
- 2013 benannte die University of Alaska Fairbanks ihr zu Ehren das Margaret Murie Building, in welchem sich das Department of Biology and Wildlife befindet.
- 2021: Aufnahme in die Alaska Women’s Hall of Fame

## Veröffentlichungen
- 1957: Two in the Far North. Revised Edition: A Conservation Champion's Story of Life, Love, and Adventure in the Wilderness. Alaska Northwest Books, 2020, ISBN 978-1-5132-6276-5.
- 1966: mit Olaus Murie: Wapiti Wilderness. New York, Alfred A. Knopf, ISBN 978-1-135-83919-2.
- 1977: Island Between. University of Alaska Press, ISBN 978-0-912006-04-8.
- Journeys to the Far North